# Toshiyuki Atokawa
Toshiyuki Atokawa (18 de noviembre de 1968) es un karateka y kickboxer japonés retirado de la competición. Fue campeón mundial de karate y participante en la primera edición del K-1 World Grand Prix en 1993 y en la edición de 1995.

## Biografía

### Carrera en karate
Entrenó el estilo Seidokaikan en el dojo Higashi Osaka Honbu a cargo del maestro Kazuyoshi Ishii llegando a convertirse en uno de los mejores karatekas del estilo Seidokaikan durante la primera mitad de la década de los noventa. En 1990 se proclamó campeón de Japón y un año más tarde se proclamó campeón mundial tras derrotar al australiano Adam Watt en la final. Dos años más tarde, en 1995, quedó subcampeón del mundo al ser derrotado en la final por el japonés de origen surcoreano Taiei Kin.

### Carrera en kickboxing
Entre 1993 y 1996 Atokawa participó en torneos de K-1. Fue uno de los pioneros en su disciplina debido a que junto a su compañero de dojo Masaaki Satake se convirtieron en los primeros representantes del Seidokaikan en participar en un torneo de kickboxing debutando en el K-1 World Grand Prix celebrado el 3 de abril de 1993, Atokawa fue derrotado en los cuartos de final por el kickboxer norteamericano Maurice Smith.
En 1995 volvería a participar en el K-1 World Grand Prix siendo derrotado una vez más en los cuartos de final por el kickboxer neerlandés Peter Aerts, rival que finalmente se proclamaría campeón del torneo.

## Campeonatos y logros
- Karate
  - Campeón en la novena edición de los All Japan Open Karate Championships (1990)
  - Campeón de la Karate World Cup '91 (1991)
  - Campeón de la tercera edición de la Tower Cup (1994)
  - Subcampeón de la Karate World Cup '95 (1995)